# The Shin
The Shin ist eine georgische Band, die seit 1998 besteht. 2014 vertrat sie zusammen mit der Sängerin Mariko Ebralidse Georgien beim Eurovision Song Contest 2014 in Kopenhagen.

## Bandgeschichte
The Shin bedienen hauptsächlich das Genre der Weltmusik und sind in diesem Bereich eine der bekanntesten georgischen Bands überhaupt. Sie beschreiben ihren Stil selbst als Mixtur aus Jazz, Funk, Fusion, Flamenco, Ravel und Shakti, einem hinduistischen Begriff für die energetische weibliche Urkraft des Universums. Der Name der Band stammt von dem georgischen Wort shin, das „nach Hause kommen“ bedeutet.
Am 4. Februar 2014 wurde vom georgischen Rundfunk SSM bekanntgegeben, dass die Gruppe zusammen mit der Sängerin Mariko Ebralidse Georgien beim Eurovision Song Contest 2014 mit dem Titel Three Minutes to Earth (Drei Minuten bis zur Erde) vertreten wird. Die Gruppe konnte sich jedoch nicht fürs Finale qualifizieren.
Mamuka Ghaganidze, der 2002 zur Band dazustieß, starb im August 2019 an den Folgen einer Hautkrebserkrankung.